# 小號
小號，又稱小喇叭，是一種銅管樂器。常用於古典音樂及爵士樂，小號中的高音小號是銅管樂器家族中音域最高的樂器之一，而低音小號的音高比常見的降B調小號要低一個八度。
在歷史上已有使用類似小號的樂器，作為在戰爭或是打獵中發出信號的裝置，日期可以追溯到西元前1500年。不過到十四世紀末到十五世紀初時，才開始當作樂器使用。小號會用在許多不同的音樂型式中，例如管弦樂團、管樂團、爵士乐以及流行音乐。演奏小號時，吹奏者經過號嘴，將雙唇幾乎緊閉，振動小號中的空氣，產生駐波來發聲。自從十五世紀起，小號主要是用黃銅管製成，會彎曲二次，形成有圓角的長方形外形。
小號有許多種，最常見的是B♭小號。小號管長約1.48米（4英尺10英寸）。早期的小號無法調整管長，現代的小號一般有3個按鍵（有時會有4個），透過讓吹奏者按下按鍵來調整音高。3個按鍵有八種組合，可以調整出七種不同的管長。按鍵通常為活塞式，而轉閥式按鍵較為少見。轉閥式按鍵較常見於管弦樂團（特別是德國或德式的管弦樂團），不過也會隨國家而不同。每一個按鍵在按下時都會增加管長，因此會降低音高。音色明亮亦為小號的特色之一。

## 歷史

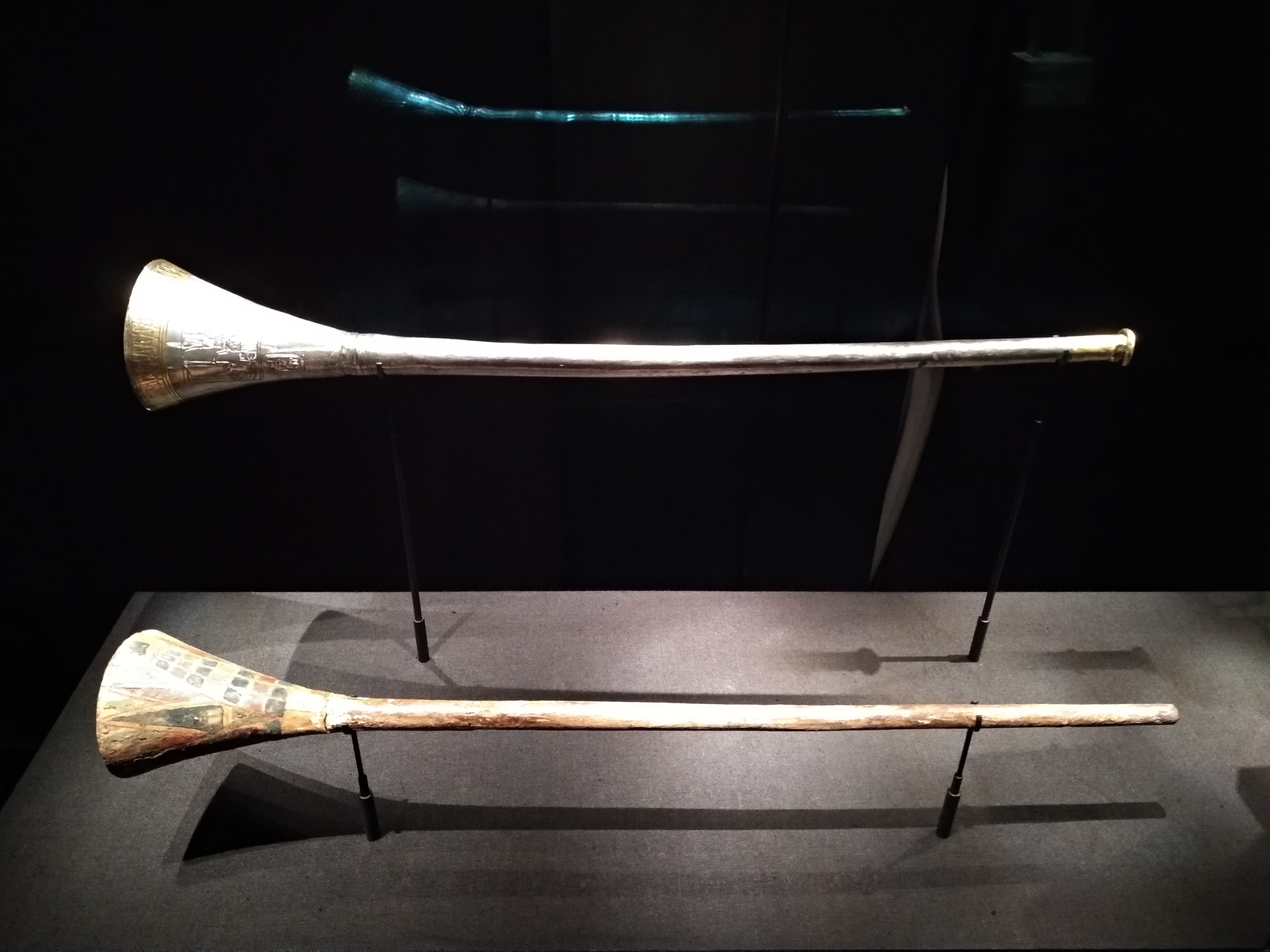
從KV62（公元前1326-1336）挖掘，鍍銀和鍍金的小號，有木製的mute

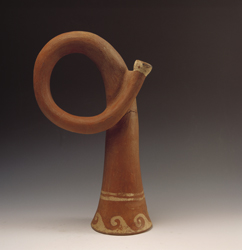
陶製的小號，大約在西元300年，收藏在秘魯利馬拉爾科博物館

17世紀的小號

最早的小號至少是在西元前1500年，例如在圖坦卡蒙墓地中找到的青銅製和銀製小號，斯堪的納維亞半島的青銅魯爾號以及中國的金屬小號。中亞阿姆河文化（公元前三千年）的小號由一片金屬製成，但在其中間有一突起，是技術上的突破。
在聖經中有出現羊角做的肖法號角，以及金屬製的Hatzotzeroth。三千年前曾在所羅門建立聖殿時使用過。依照舊約聖經所述，以色列人在耶利哥城繞城六日後，第七日吹奏這些樂器後，耶利哥城牆就倒塌了，現今仍有用在一些宗教活動中。 
薩爾賓是直的青銅小號，長度為62英寸（1,600），是最早奧林匹克比賽中的一部份。
古秘鲁的莫切文化在其藝術品中有提到小號，年代可以追溯到公元300年。最早期的小號是在軍事或宗教活動中，發出信號的裝置，不像現在是用在音樂上，不過現代的军号仍然是發出信號的裝置。

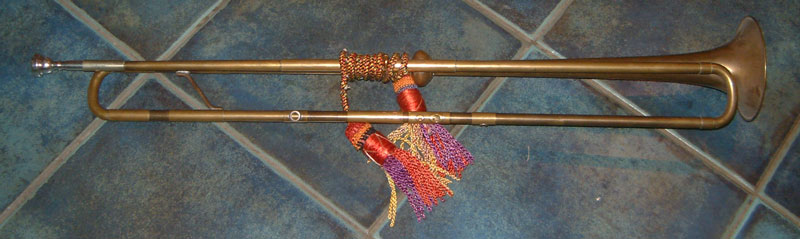
由邁克爾·萊爾德（Michael Laird）複製的巴洛克小號

在中古時代末期以及文藝復興時期，在樂器設計及金屬加工上的進步，也使小號更可以用在音樂上。這個時期的自然小號由不帶閥的單個盤管組成，因此只能產生單音，若要改變音調，需要由樂手更換變音管。針對專業小號手（例如塞薩爾·本迪內利）的Clarion小號適合巴洛克艺术，也稱為是「自然小號的黃金時代」。在這個時期，有針對許多的小號手寫了許多的樂曲。自然小號在20世紀中期，重新開始在全世界流行，許多在德國以及英國，演奏巴洛克音樂的小號手使用一種有三個或四個孔的自然小號，以助修正泛音列中不和諧的音符。
在古典時期和浪漫時期，由於以旋律為主的主音音樂，加上自然小號的限制，大部份的作曲家將小號降為次要的樂器。埃克托·柏辽兹在1844年寫道：

儘管小號的音質高貴且獨特，但很少有樂器受忽視的情形會比小號要嚴重。從贝多芬和韦伯開始，每個作曲家（莫扎特也不例外），將小號限制在一些無法發揮其作用的用途上，或是產生二到三個常見的節奏

## 構造與特點

### 管身系統
嘴唇貼近號嘴，震動嘴唇並帶動管身內之空氣震動而發聲。演奏者可以通過控制嘴唇、呼氣量來改變音調、音量及音色。

### 活塞系統
小號上有三個活塞，每按下活塞，都會改變空氣通過之管道總長，從而使發出之音調變低。第一號活塞使其音調降低一個全音，第二號活塞使其音調降低一個半音，第三號活塞約為三個半音。各種不同的組合使小號演奏者能吹出完整的半音音階。

### 小號家族

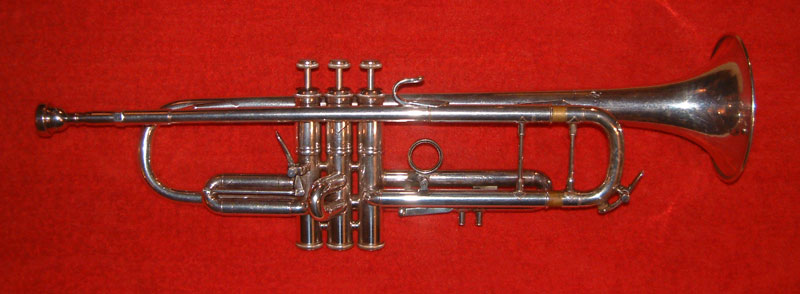
标准的降B調小号

近代最常見的小號為降B調小號，亦有C調、D調、降E調、E調、F調、G調和A調的小號，与其他铜管乐器相比，小号的音域相对狭窄。而管弦樂團中，因小號為移調樂器，小號譜為方便閱譜都會移調為降B調；C調小號在一般樂團较为常见。而C調的小號管身較短，吹出的音色較嘹亮。 
- 自然小號（Natural Trumpet）：小號的前身，僅能吹奏泛音，無法演奏半音音階。
- 小號（Trumpet）：常指降B調標準小號。
- 袖珍小號（Pocket Trumpet）：也是降B調小號，管長相同，但號口（bell）口徑一般來說稍小，管身彎曲也更多。偶可見於爵士樂演奏。
- 高音小號（Piccolo Trumpet）：較小號高八度，音色瞭亮，常用於古典曲目中，如巴哈的布蘭登堡2號。有多種調性。
- 低音小號（Bass Trumpet）： 較小號低八度，但因吹嘴較大，通常由吹奏低音銅管的人來演奏。

## 著名作品
- 巴赫《BWV 1047 — Brandenburg Concerto No. 2 in F major for trumpet, oboe, recorder, violin, strings and continuo》
- 巴赫《BWV 1068 — Orchestral Suite No. 3 in D major for oboes, trumpets, timpani, strings and continuo》
- 巴赫《BWV 1069 — Orchestral Suite No. 4 in D major for oboes, basson, trumpets, timpani, strings and continuo》
- 亞歷山德羅·馬爾切洛（英语：Alessandro Marcello） 《C小調小號協奏曲》
- 海顿《小號協奏曲 降E大調》
- 胡梅尔《小號協奏曲（英语：Trumpet Concerto (Hummel)）》
- 乔治·埃内斯库《Légende（英语：Légende (Enescu)）》
- 《开场小号》

### 管弦樂片段
小號是銅管部門中音色最為亮麗的樂器，經常在作品或樂章的精采時刻被使用。

## 著名演奏者

### 古典
俄國
- 提摩費·多克西哲（英语：Timofei Dokshizer）
- 謝爾蓋·納卡里亞科夫

德國
- 漢斯·岡屈（英语：Hans Gansch）
- 萊因霍爾德·弗里德里希（英语：Reinhold Friedrich）
- 馬蒂亞斯·赫夫斯（英语：Matthias Höfs）
- 賈柏·塔克歐伊夫（英语：Gábor Tarkövi）

法國
- 莫里斯·安德烈（英语：Maurice Andre）
- 埃里克·奧比爾（英语：Eric Aubier）
- 蓋伊·圖夫隆（英语：Guy Touvron）

美國
- 温顿·马沙利斯
- 阿圖羅·山多瓦（英语：Arturo Sandoval）
- 大衛·瓦許本（英语：David Washburn）
- 喬·柏格史達勒（英语：Joe Burgstaller）
- Hale Ascher VanderCook（英语：Hale Ascher VanderCook）

英國
- 艾莉森·鮑爾珊（英语：Alison Balsom）

意大利
- 阿倫·維茲祖蒂（英语：Allen Vizzutti）

挪威
- 天娜·婷·曉薛（英语：Tine Thing Helseth）

瑞典
- 哈康·哈登伯格（英语：Håkan Hardenberger）

韓國
- 刘胜南

臺灣
- 李偉立
- 畢學富
- 楊清季（被譽為台灣的「路易斯·阿姆斯壯」，台視大樂團副團長、中視大樂隊團員）
- 葉樹涵
- 聶中興
- 陳長伯
- 鄧詩屏
- 何君毅
- 彭國良
- 穆恩信
- 杉木馨
- 何忠謀
- 蘇鼎權
- 樂詠晨
- 許榮富
- 高信譚
- 侯傳安
- 宇新樂
- 鄒儒吉
- 張景民
- 江帛軒
- 徐雲修

中国
- 欧翠峰
- 冀瑞凯
- 戴中暉
- 陈嘉敏
- 陈锐
- 陈光
- 柏林

### 動漫
- 空深彼方（《空之音》）
- 和宫梨旺（《空之音》）
- 火原和樹（《金色琴弦》）
- 巴魯（《天空之城》）
- 高坂麗奈（《奏響吧！上低音號》）

### 爵士
- 克里斯·波提（英语：Chris Botti）
- 温顿·马沙利斯
- 路易斯·阿姆斯壯
- 麥克·摩斯曼（英语：Michael Mossman）
- Jim Seeley（英语：Jim Seeley）
- 詹姆士·莫里森（英语：James Morrison (trumpet)）
- 邁爾士·戴維斯
- 亞當·拉帕（英语：Adam Rapa）
- 切特·贝克